# Yasuo Maekawa
Maekawa Yasuo (前川康男, 1921-2003) est un auteur japonais de livres pour enfants, né à Tokyo, ancien étudiant de l'Université Waseda.